# Сюй Чень
Сюй Чень (кит.: 徐 晨, 29 листопада 1984) — китайський бадмінтоніст, олімпійський медаліст.

## Виступи на Олімпіадах
| Олімпіада   | Дисципліна | Місце |
| ----------- | ---------- | ----- |
| Лондон 2012 | мікст      | 2     |
| Ріо 2016    | мікст      | 4     |

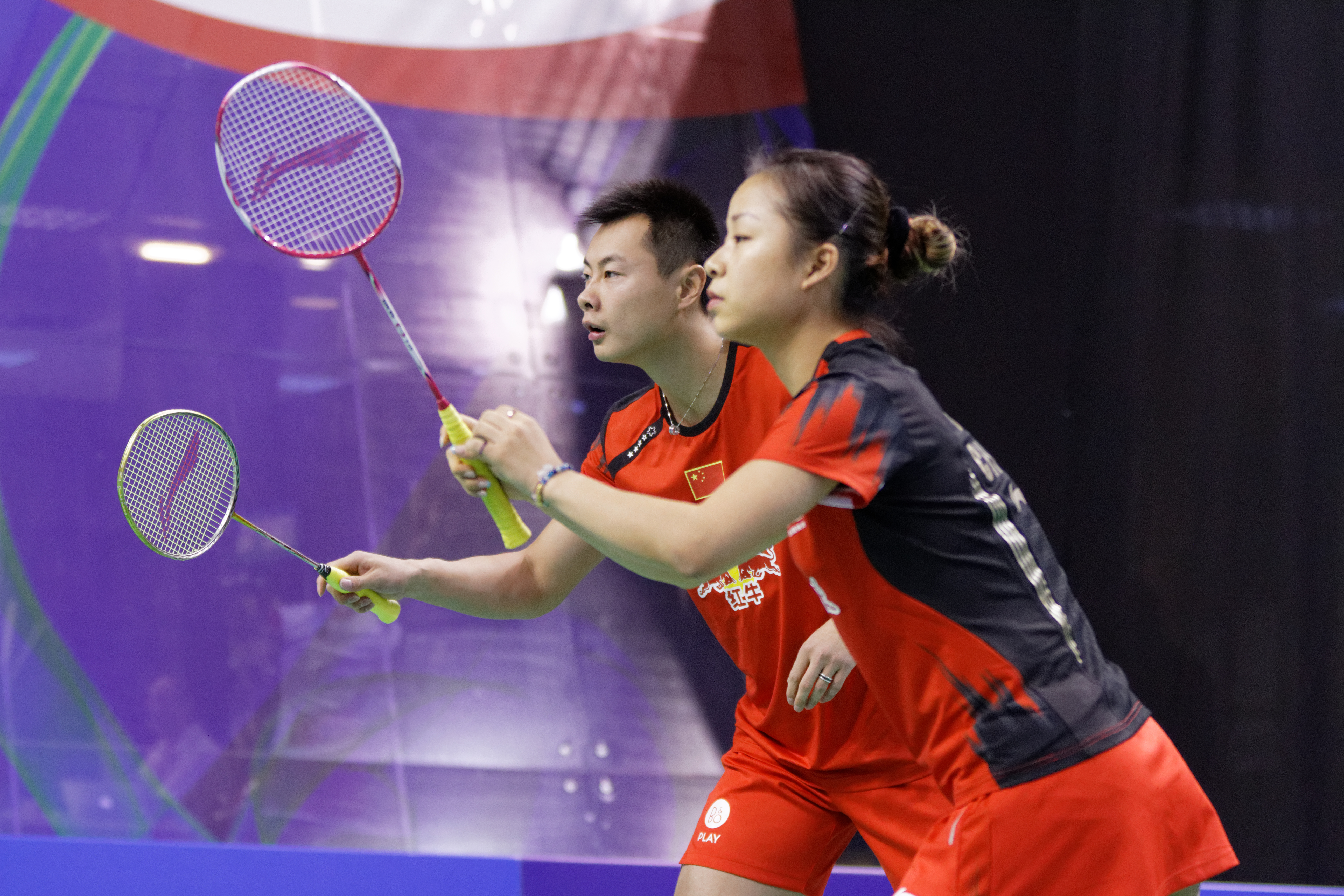
Сюй Чень і Ма Цзінь

На Олімпіадах виступав у парі з Ма Цзінь.